# 杜文辉
杜文辉（1983年12月19日—），中国足球运动员，司职前鋒。

## 职业生涯
1998年，杜文辉正式进入北京国安三队。1999年，杜文辉和邵佳一、崔威、王硕等四人去法兰克福培训半年。
2002年，杜文辉进入北京国安一线队，杜文辉在热身赛中因骨折养伤3个月。2002年北京国安成绩非常好，所以伤愈后全年他一场联赛没打。
2008年3月30日，中超首轮最后一场比赛北京国安主场迎战河南建业。比赛进行到第78分钟，北京国安发动反击，陶伟传球时被对手得到，然后河南建业的防守队员竟然出现致命失误，球被杜文辉断到，杜文辉随即劲射破网，将场上比分扩大为2-0。杜文辉这一进球也成为了中超联赛历史上第2000个进球。
2011年，杜文辉与北京国安合同完结並正式转会江苏舜天，在当年实行自由转会后，成为第一位以自由球员身份加盟到其他球队的球员。2012赛季结束后，杜文辉离开了江苏舜天。
2013年7月，中甲球队湖南湘涛正式宣布与杜文辉签约。